# فاون هال
فاون هال (انگلیسی: Fawn Hall؛ زادهٔ حدود ۱۹۵۹ میلادی) منشی پیشین سرهنگ دوم اولیور نورث بود که به‌دلیل نقشش در ماجرای ایران–کنترا به شهرت رسید؛ او به نورث در نابود کردن اسناد محرمانه کمک کرد.

## اوایل زندگی
فاون هال در سال ۱۹۵۹ در آناندیل، ویرجینیا زاده شد و در سال ۱۹۷۷ از دبیرستان دبیرستان آنان‌دیل فارغ‌التحصیل شد. او از ژانویهٔ ۱۹۷۶، زمانی که هنوز در دبیرستان بود، به‌صورت پاره‌وقت در یک شغل دفتری برای نیروی دریایی ایالات متحده آمریکا کار می‌کرد. پس از فارغ‌التحصیلی، به‌صورت تمام‌وقت در پنتاگون برای نیروی دریایی مشغول به کار شد.
در سال ۱۹۸۷، هال همراه با مادر و ناپدری‌اش در آنان‌دیل زندگی می‌کرد.

## دخالت در ماجرای ایران–کنترا
هال در ۲۶ فوریهٔ ۱۹۸۳ از نیروی دریایی به شورای امنیت ملی ایالات متحده آمریکا مأمور شد تا به‌عنوان منشی اولیور نورث فعالیت کند. او تا ۲۵ نوامبر ۱۹۸۶، زمانی که در اوج رسوایی از کار برکنار شد، با نورث کار کرد. مادر هال، ویلم هال، منشی رابرت مک‌فارلین بود؛ مشاور امنیت ملی رونالد ریگان که مافوق نورث و یکی از بازیگران اصلی ماجرای ایران–کنترا به‌شمار می‌رفت.
در یکی از اشتباهات، هال ارقام یک شماره‌حساب بانکی سوئیسی را جابه‌جا وارد کرد که باعث شد کمک مالی  سلطان برونئی به نیروهای کنترا به‌اشتباه به حساب یک بازرگان سوئیسی واریز شود، نه حساب موردنظر.
در ژوئن ۱۹۸۷، هال به مدت دو روز در برابر کنگره ایالات متحده آمریکا شهادت داد. او اعتراف کرد که تعداد زیادی سند را دست‌کاری، خرد کرده (به‌قدری سند نابود شده بود که دستگاه خردکن گیر کرده بود) و برخی دیگر را درون چکمه‌ها و لباس‌هایش مخفی کرده و در ۲۵ نوامبر ۱۹۸۶ به نورث تحویل داده است. نورث در همان روز، پس از افشای نقش او در هماهنگی کمک‌های مشکوک به‌قانون برای شورشیان نیکاراگوئه، اخراج شد.
از دیگر بخش‌های شهادت او، این جمله بود: «گاهی باید بالاتر از قانون عمل کرد.» روزنامه‌نگار باب وودوارد نقل کرده است که دفاع حقوقی هال در جملهٔ «ما همه‌چیز را خرد می‌کردیم» خلاصه می‌شد.
در سال ۱۹۸۹، در ازای شهادتش علیه نورث در ارتباط با ماجرای ایران–کنترا، از پیگرد قانونی معاف شد.

## زندگی پس از ماجرای ایران–کنترا
پس از افشای ماجرای ایران–کنترا، هال برای مدتی کوتاه در سال ۱۹۸۷ به نیروی دریایی بازگشت و کمتر از شش ماه در آنجا کار کرد. در همان سال، روزنامه‌نگار مایکل کلی او را به مهمانی شام خبرنگاران کاخ سفید دعوت کرد. پس از ارائهٔ شهادت در برابر کنگره در ژوئن ۱۹۸۷، از خدمات دولتی کناره‌گیری کرد و با آژانس ویلیام موریس قرارداد بست، اما تلاش او برای ورود به رسانه‌ها در منطقه واشینگتن، دی.سی. موفقیت‌آمیز نبود.
مجلات پلی‌بوی و پنت‌هاوس پیشنهاد پرداخت مبالغ شش‌رقمی برای عکس‌برداری برهنه را به هال و همچنین دو زن دیگر درگیر در رسوایی‌های سال ۱۹۸۷، یعنی  دونا رایس و  جسیکا هان، ارائه دادند. هال و رایس این پیشنهادها را رد کردند، اما هان با پلی‌بوی همکاری کرد.
در آوریل ۱۹۹۰، هال به‌عنوان گزارشگر آزاد تلویزیونی در پیتسبرگ فعالیت داشت.
در سال ۱۹۹۲، در یک دفتر حقوقی در لس‌آنجلس، کالیفرنیا مشغول به کار شد و چند سال به حرفهٔ مدلینگ پرداخت.
هال با بازیگر راب لوو وارد رابطه شد. لوو پس از دیدن او در دادگاه نورث، او را پیدا کرد و آن دو در مراسم تجلیل از جک لمون در بنیاد AFI در سال ۱۹۸۸ شرکت کردند.
در آوریل ۱۹۹۳، هال با دنی سوگرمن، مدیر پیشین گروه د دورز ازدواج کرد. آن‌ها در هالیوود هیلز زندگی می‌کردند. هال در زمانی که در شورای امنیت ملی و پنتاگون کار می‌کرد، کوکائین مصرف می‌کرد. گزارش شده که سوگرمن پس از ازدواج، او را با کراک کوکائین آشنا کرد و هال به آن معتاد شد و در سال ۱۹۹۴ یک بار دچار اوردوز شد و پس از آن به مرکز ترک اعتیاد رفت.
سوگرمن در سال ۲۰۰۵ بر اثر سرطان ریه درگذشت. هال در سال ۲۰۰۷ خانه‌شان را با قیمت تقریبی ۲٫۵ میلیون دلار برای فروش گذاشت، اما این خانه در سال ۲۰۱۴ تنها به قیمت ۱٫۹۶ میلیون دلار فروخته شد.
تا سال ۲۰۱۲، هال در وست هالیوود زندگی می‌کرد و در یک کتاب‌فروشی مشغول به کار بود، و از توجه عمومی دوری می‌کرد.